# Южный Судан на Олимпийских играх
Южный Судан присоединился к международному олимпийскому движению только в 2015 году, поэтому первыми Олимпийскими играми, в которых он принял участие, были летние Олимпийские игры в 2016 году в Рио-де-Жанейро.
Национальный олимпийский комитет Южного Судана был создан в 2015 году и в том же году на 128 сессии МОК принят в Международный олимпийский комитет.

## Таблица медалей

### Летние Олимпийские игры
| Игры                | Спортсменов                                                 | Золото                                                      | Серебро                                                     | Бронза                                                      | Всего                                                       | Место                                                       |
| ------------------- | ----------------------------------------------------------- | ----------------------------------------------------------- | ----------------------------------------------------------- | ----------------------------------------------------------- | ----------------------------------------------------------- | ----------------------------------------------------------- |
| 2016 Рио-де-Жанейро | 3                                                           | 0                                                           | 0                                                           | 0                                                           | 0                                                           | —                                                           |
| 2020 Токио          | 2                                                           | 0                                                           | 0                                                           | 0                                                           | 0                                                           | —                                                           |
| 2024 Франция        | окончательное число участников будет объявлено в конце июня | окончательное число участников будет объявлено в конце июня | окончательное число участников будет объявлено в конце июня | окончательное число участников будет объявлено в конце июня | окончательное число участников будет объявлено в конце июня | окончательное число участников будет объявлено в конце июня |
| Итого               | Итого                                                       | 0                                                           | 0                                                           | 0                                                           | 0                                                           |                                                             |